# أحمد صبح
أحمد حسن أحمد صبح (وُلد في 4 يوليو 1952 في جنين) طبيب وسياسي ودبلوماسي فلسطيني وأحد أعضاء حركة فتح. يشغل حاليًا مدير عام مؤسسة ياسر عرفات.

## حياته
هاجرت عائلته من قرية أم الشوف في قضاء حيفا بعد حرب 1948. درس الطب في جامعة غرناطة بإسبانيا.
عاد إلى الأراضي الفلسطينية لأول مرة بعد اتفاقية أوسلو في 17 أكتوبر 1994 في زيارة استغرقت شهرًا واحدًا، لكن السُلطات الإسرائيلية لاحقًا ماطلت في السماح له بدخول الأراضي الفلسطينية في يناير 1995 لاستلام منصبه في وزارة التخطيط والتعاون الدولي، وفي 7 فبراير 1995 سُمح له بالعودة بعد إبعاد دام 18 عامًا عن البلاد.
عُين مديرًا عامًا بوزارة التخطيط والتعاون الدولي في 19 أبريل 1995. وفي 14 يونيو 2002 تم ترقيته إلى منصب وكيل مساعد في الوزارة.
في 29 مايو 2003، نُقل من وزارة الخارجية الفلسطينية إلى وزارة الإعلام الفلسطينية وعُين وكيلًا لها. ولاحقًا أُعيد في 23 مارس 2006 إلى الخارجية الفلسطينية وعُين وكيلًا لها.
في 16 يوليو 2009، سلّم أوراق اعتماده سفيرًا لدولة فلسطين لدى المغرب.
في 1 أغسطس 2013، نُقل من المغرب للعمل في مقر وزارة الخارجية الفلسطينية في رام الله.
في 4 ديسمبر 2016 فازَ بانتخابات المجلس الثوري لحركة فتح والتي عُقدت أثناء المؤتمر السابع للحركة وصار عضوًا فيه.
في 4 يوليو 2017 أُحيل للتقاعد لبلوغه السن القانونية.